# Tigeröring
Tigeröring (Salmo trutta × Salvelinus fontinalis) är en hybrid mellan en öring (Salmo trutta) och bäckröding (Salvelinus fontinalis). Namnet kommer från hybridernas tydligt marmorerade färgteckning, vilken skiljer sig från föräldraarterna som båda är prickiga. Sannolikt är det de sammanhängande linjerna över kroppen som leder till en association till tigerns färgteckning, även om de i strikt bemärkelse inte är tigerrandiga.
En hypotes om tigeröringens marmorerade mönster härstammar ur en matematisk modell av färgteckning där en blandning av motsatta prickmönster hos föräldrafiskarna (det vill säga bäckrödingens ljusa prickar mot mörk bakgrund och öringens mörka prickar mot ljus bakgrund) resulterar i hybrider med labyrintliknande mönster som en blandad mellanform.
Hybriderna är sterila (eller har åtminstone mycket kraftigt reducerade reproduktionsmöjligheter) och har bland annat på grund av det används för utsättning för att skapa goda förutsättningar för sportfiske utan att för den delen helt slå ut eventuella naturliga fiskbestånd. Huruvida tigeröringen påverkar andra naturligt förekommande arter genom till exempel konkurrens är dock inte undersökt i detalj.
Tigeröring odlas idag för utsättning till sportfiske i Europa och USA. Befruktning sker då med öringhonans rom och bäckrödinghanens mjölke. Jämte regnbågen är den en uppskattad fisk i "put-and-take"-vatten, det vill säga vatten där fisk sätts ut enbart för att fångas med spö.
Sannolikt naturligt reproducerad tigeröring har påträffats vid elfiske i flera vattendrag i Sverige, bland annat i flera biflöden inom Viskans, Dalälvens och Motala ströms huvudavrinningsområden. Naturlig hybridiserning mellan inhemsk öring och introducerad bäckröding har även observerats i Frankrike, där oro uttryckts för öringens reproduktiva framgång.  
Tigeröringens färgteckning gör att hybriden liknar marmoröringen (Salmo marmoratus), en öringart som förekommer i norra Italien och norra balkanområdet.   